# Jorge Reynolds Pombo
Jorge Reynolds Pombo (Bogotá, 22 de junio de 1936) es un ingeniero eléctrico colombiano de ascendencia inglesa, reconocido por su contribución al desarrollo del marcapasos en Colombia.
En el año 2015 la productora de cine Ancestra Films, inicio la investigación y rodaje de la película documental,  Directo al Corazón, dirigida por Gustavo De La Hoz y Paola Lamprea Cardona, sobre la vida y obra de este científico. Esta producción se termino en febrero de 2025.

## Vida personal
Nacido en Bogotá, Jorge Reynolds es hijo del inglés Norman Reynolds, un ingeniero de petróleos y Rosa Pombo, una mujer apasionada por la música. Su madre era descendiente de 6.ª generación de Lino de Pombo, padre de Rafael Pombo. El Sabio Caldas fue muy amigo de Lino de Pombo, a quien le obsequió una colección de mariposas que fue heredada a través de las generaciones por los Pombo y que Reynolds aún conserva.
Reynolds estudió su bachillerato en el colegio Gimnasio Moderno de Bogotá, siendo el científico Rodolfo Llinás uno de sus compañeros.

## Estudios e investigaciones
En multitud de entrevistas ha afirmado que realizó sus estudios universitarios en el Trinity College de Cambridge, Inglaterra, donde se habría graduado como ingeniero electrónico. No obstante en 1957, fecha que Reynolds ha mencionado como el año de su graduación, el programa de pregrado en Ingeniería Electrónica no existía en dicha universidad.
Con la colaboración de Alberto Vejarano Laverd construyó un marcapasos externo conectado a electrodos colocados en el corazón. Este aparato fue utilizado con éxito en un paciente de 70 años de edad. Este marcapasos era similar a otros marcapasos construidos y utilizados en años anteriores en Estados Unidos.
En 1971 diseño y construyó un equipo transmisor y receptor del electrocardiogramas por telemetría. De la mano de Efraín Sánchez, Hernando Plata y la Junta de Deportes de Bogotá, registró los electrocardiogramas de deportistas colombianos durante los juegos de voleibol, tenis de mesa, baloncesto, levantamiento de pesas, atletismo, esgrima, ciclismo y fútbol, así como de paracaidistas durante su primer salto.
En la actualidad desarrolla estudios para el diseño de un "nanomarcapaso", con la ayuda del científico Jorge León Galindo y un grupo multidisciplinario de especialistas.
Ha organizado hasta el momento treinta y ocho expediciones en el país y el exterior para realizar estudios e investigaciones en el corazón de diferentes especies de animales terrestres y acuáticos. Desde 1984 se han realizado seis expediciones a isla Gorgona, donde registraron electrocardiogramas a las ballenas jorobadas (Megaptera novaeangliae).
Desde 1991 se han realizado seis cruceros submarinos de investigación acústica en el corazón de ballenas, utilizando los submarinos de la Armada Nacional de Colombia como plataforma. En su investigación ha descubierto que el corazón de los cetáceos y el de los humanos son similares y por ello desde hace más de treinta años lleva estudiando estos animales para después aplicar los resultados en seres humanos.
Planteó crear en Colombia centros que estén en la capacidad de hacer nuevos mecanismos para el monitoreo y seguimiento de las ballenas. Por lo cual se creó un proyecto en Colombia con la colaboración de Universidades públicas y privadas para este fin.
En agosto de 2011 anunció el lanzamiento de un marcapasos tan pequeño como un tercio de un grano de arroz y que no necesitará de batería. Dicho marcapasos podrá ser observado por los cardiólogos “desde cualquier parte del mundo”, según lo dijo en el IV Salón de Inventores y Alta Tecnología en Medellín. 8 años después de ese anuncio, el nanomarcapasos no ha sido mostrado en ninguna exhibición de cardiología en el mundo, ni ha sido reportado en pruebas médicas.

## Reconocimientos y logros
Reynolds ha recibido tres doctorados honoris causa en medicina, por sus aportes a la investigación y al desarrollo de tecnologías para la cardiología.
Además, se suman más de 70 producciones entre documentales, corto y medio metrajes realizados con la ayuda de importante canales científicos como National Geographic y Discovery Channel, entre otros.
Ha publicado 4 artículos en revistas especializadas, incluyendo un recuento histórico de la historia del marcapasos en Colombia.
Es miembro de 42 sociedades científicas en Colombia y el exterior; en algunas de ellas como miembro honorario. Es miembro de la Academia de Ciencias de Nueva York desde 1989 (una Sociedad Científica abierta al público general por una membresía anual), miembro de la Academia Colombiana de Ciencias Exactas, Físicas y Naturales también desde 1989 y miembro Asociado de la Academia Nacional de Medicina desde el año 2004. También es miembro fundador de varias sociedades científicas.
En el 10 de noviembre de 2015 recibió el doctorado honoris causa por parte de la Universidad de La Sabana, en reconocimiento de sus 55 años investigativos en el funcionamiento eléctrico del corazón
En el año 2016 recibió el doctorado en Ingeniería por parte de la Universidad Distrital Francisco José de Caldas de Bogotá, junto a la primera corte de graduandos de dicho programa.